# Parlamentsvalget i Storbritannien 1951
Parlamentsvalget i Storbritannien 1951 var et valg til det britiske Underhus som fandt sted den 25. oktober 1951. Dette skete kort efter forrige valg i 1950. Labour Party havde året før vundet valget med et knebent flertal, og Labour-regeringen udskrev nyvalg i håb om en øget tilslutning. Selv om Labour øgede antallet af stemmer, så tabte partiet mandater i parlamentet, og mistet flertallet til det Konservative Parti. Det liberale parti mistede mere end to tredjedele af stemmerne, og blev fjerde største parti efter National Liberal Party.

## Resultater
| Parti                            | Stemmer    | Mandater | +/−   | Procent af stemmer | +/−     |
| -------------------------------- | ---------- | -------- | ----- | ------------------ | ------- |
| Labour Party                     | 13.948.883 | 295      | − 20  | 48,8               | + 2,7   |
| Det Konservative Parti           | 12.660.061 | 302      | + 20  | 44,3               | + 4,3   |
| National Liberal Party           | 1.058.138  | 19       | + 3   | 3,7                | + 0,3   |
| Liberal Party                    | 730.546    | 6        | − 3   | 2,5                | − 6,6   |
| Independent Nationalist          | 92.787     | 2        |       | 0,3                |         |
| Irish Labour Party               | 33.174     | 1        | + 1   | 0,1                | − 0,1   |
| Sinn Féin                        | 23.362     | 0        | + 0   | 0,1                | +/− 0,0 |
| Communist Party of Great Britain | 21.640     | 0        | + 0   | 0,1                | − 0,2   |
| Independent                      | 19.791     | 0        |       | 0,1                |         |
| Plaid Cymru                      | 10.920     | 0        | 0     | 0,0                | – 0,1   |
| Scottish National Party          | 7.299      | 0        | − 0,0 | 0,0                | – 0,0   |
| Independent Conservative         | 5.904      | 0        |       | 0,0                |         |
| Independent Labour Party         | 4.057      | 0        |       | 0,0                |         |
| British Empire Party             | 1.643      | 0        |       | 0,0                |         |
| Anti-Partition of Ireland League | 1.340      | 0        |       | 0,0                |         |
| Independent Socialist            | 411        | 0        |       | 0,0                |         |

Totalt blev der afgivet 28.596.594 stemmer. Resultaterne for Det konservative parti omfatter også resultaterne for Ulster Unionist Party.
| Valg | Spire Denne valgsartikel er en spire som bør udbygges. Du er velkommen til at hjælpe Wikipedia ved at udvide den. |